# Цензура на території Україні
Цензура як контроль держави, організації чи групи людей над публічним виявом думок і творчості індивіда неодноразово мала місце на території України. Напрямок, потужність, ініціатор та засоби цензури змінювалися з часом та розвитком технологій (що є здебільшого загальним явищем для країн Західної цивілізації). В цій статті йдеться про історію, розвиток та сучасніть цензури на території України. Детальніше про цензуру як явище див. у статті Цензура.

## Історія

### Церковна цензура
Першою інституційно та юридично оформленою в Європі, у тому числі й на теренах України, була духовна цензура.
Церква відразу спробувала встановити свою монополію над друкарським верстатом. Про це свідчать розпорядження римських пап Сикста IV (1471), Інокентія VIII (1487), рішення V Латеранського собору (1512), згідно з якими вводилася попередня духовна цензура для всієї релігійної літератури.
Папа Пій V заснував 1571 спеціальну конгрегацію Індексу, яка, по суті, стала департаментом цензури католицької церкви та стежила за тим, щоби жоден католик під страхом відлучення від Церкви не читав, не тримав у себе книг, які були включені до списку заборонених видань (т. зв. Index Tridentinus). Попередній розгляд православних церковних книг існував на теренах України ще з кінця 16 ст.
Одна зі статей Берестейської церковної унії 1596 застерігала від того, щоб друкарні «нічого без відома єпископів своїх і дозволу їх не друкували», «щоб якісь єресі не множились».

### Середньовіччя та ранній Новий час
Первинно цензура в Україні, як і в багатьох інших християнських країнах, була церковною. Берестейський собор православних єпископів 5 листопада 1591 р. ухвалив, щоб єпископи «звід книг, повинни, спробовавши, з підписами рук своих и з печатьми до друку отдали». Ця попередня цензура була спрямована на те, «аби што противного церкви божоє не виходило». Подібно було в греко-католиків: стаття 27 Берестейської унії 1 червня 1595 р. застерігала, щоб друкарні «нічого без відома єпископів своїх і дозволу їх не друкували», «щоб якісь єресі не множились».
Іноді до українських друків мала застереження польська влада вже після їх появи. Так, 1647 р. львівського друкаря М. Сльозку викликали на королівський суд за видання в 1645 р. катехизису П. Могили. З московською духовною цензурою українське друкарство зайшло в конфлікт ще перед Переяславською угодою 1654 р. У 1627 р. під обвинуваченням у «єресі» спалено у Москві «Катехизис» Л. Зизанія та «Євангеліє учителное» К. Транквіліона і заборонено ввозити на Московщину книги «литовського друку», тобто українсько-білоруські. Після підпорядкування Української Православної Церкви московскому патріархові 1685 р., його цензура стала відчутною і на Гетьманщині. 1689 р. московський патріарх Йоаким наказав надсилати йому новозладжені церковні книги на розгляд перед друком. 1690 р. московський собор кинув анатему на твори П. Могили, І. Ґалятовського, Л. Барановича, А. Радивиловського, Є. Славинецького та інших 1720 Петро І наказав обом друкарням на Гетьманщині (в Київській Лаврі і Чернігівському Троїцько-Іллінському монастирі) жодних книг не друкувати без попередньої цезури Духовної Колегії (що постала замість московського патріархату і від 1721 р. і прибрала назву Святішого Синоду), щоб не виникла у таких книгах ніяка єресь чи незгідність з великоросійськими друками. У 1724 р. за порушення цього указу обидві друкарні зазнали грошової кари.

### Імперський період (XVIII— поч. XXст.)

#### Наддніпрянщина

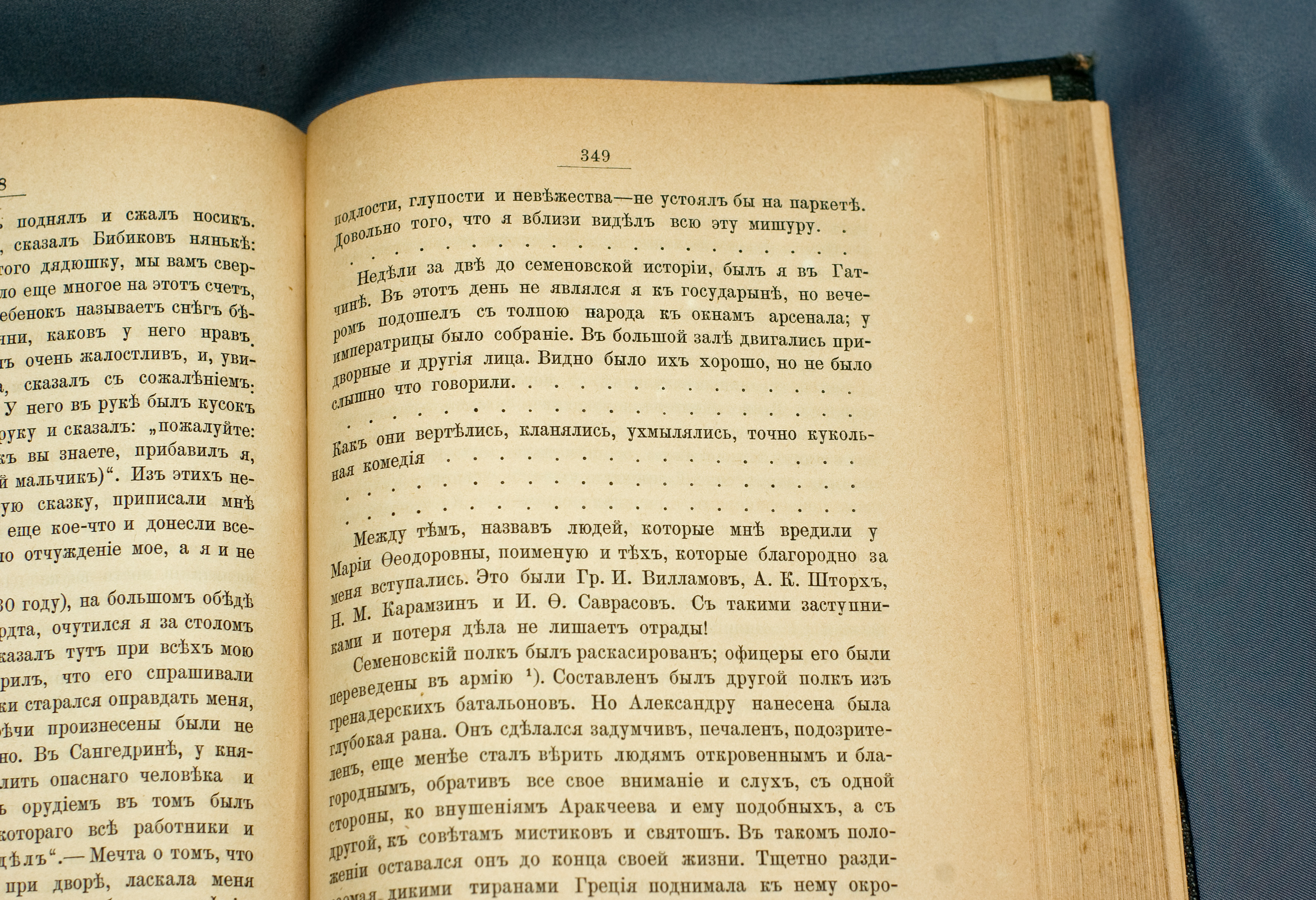
Російська книга 1886 року. Заборонені речення замінено крапками

З кінця 18 ст. російська влада почала заводити в Україні світську цензуру при губернських управах. 1804 Олександр І доручив цензурування на деякий час уніатам. Микола І завів 1826 спеціальну цензуру проти уніатських видань. Від 1828 місцеві цензурні комітети, серед інших у Києві й Одесі, підлягали Головному Управлінню Цензури в Петербурзі. Секуляризація життя в імперії уможливила появу української літератури друком (спершу в Росії, а від початку 19 століття і на підросійській Україні). Щойно політизація українського відродження у 1840-х роках принесла перші цензурні удари по новій українській літературі (заборона в 1847 Шевченкових творів, зокрема «Кобзаря» виданого 1840 р., дальші видання виходили з цензурними купюрами).
Новий наступ російської цензури проти українських видань почався 1863 циркуляром міністра внутрішніх справ П. Валуєва, який заборонив українські книжки духовного змісту, шкільні підручники і взагалі твори народного вжитку. Тоді ж церковна влада не допустила до друку український переклад Євангелія П. Морачевського. У 1865 заведено цензуру публікацій, що йшли з-за кордону. У 1875 створено спеціальну Комісію, очолену міністром внутрішніх справ для вироблення засобів боротьби з українофільською діяльністю. У висліді праць Комісії Олександр II 8 травня 1876 видав Емський указ, який забороняв друк книжок українською мовою, також українські переклади, театральні вистави, декламації і тексти до нот та ввезення українських книжок з-за кордону. При забороні української мови на сцені було наказано іноді перекладати українські пісні на російську мову. Заборона українських текстів під нотами була такою абсурдною, що 1881 Миколі Лисенкові вдалося за допомогою київського і харківського генерал-губернаторів домогтися її зняття. Олександр II дозволив тоді також друк українських словників та умовно українські сценічні вистави. Хоч можна було тепер друкувати українські словники, але це не стосувалося граматик. У 1895 заборонено українські книжки для дітей. 1901 заборонено передплату «ЛНВ» зі Львова. Цензура забороняла слово «Україна» і похідні від нього, заміняючи його словом «Малоросія», не радо бачила слова «Січ», «козак» й інші; викидала неологізми, породжені розвитком мови, усунула навіть українізми з російських творів. За 1895—1904 роки 70 % рукописів, висланих до цензури, не побачила світу. За окремі роки (1866, 1877) не вийшла в Російській Імперії жодна українська книжка. Заборона українського слова від 1863 спонукала авторів з підросійської України друкуватися в Галичині. У Росії легше було щось видати українською мовою в Москві, ніж у Києві, де цензура особливо лютувала (1894 вийшло 14 книжок у Москві і 8 у Києві).
Революція 1905 спонтанно скасувала основні заборони української мови (за її скасування висловилася тоді Імператорська АН). Українські публікації почали цензурувати на загальних засадах, тобто за змістом, а не за мовою. Спадщина Валуєва і Олександра II, однак, залишилася: 1906 заборонено повний переклад Святого Письма і довіз його перекладів з-за кордону. Деякі газети заборонялися через їх зміст: «Хлібороб» у Лубнях (1905), соціал-демократична «Боротьба» у Києві, «Вільна Україна» в Петербурзі, «Добра порада» і «Запорожжя» в Катеринославі, «Народна Справа» в Одесі, «Слобожанщина» в Харкові (1906) та інші. 1911 заборонено повне видання творів Тараса Шевченка, висилання українських часописів до сільських кооператив. Після вибуху першої світової війни українські публікації були дуже обмежені, низка видань була заборонена, діяла військова цензура, яка особливо суворою була в окупованій Росією Галичині.

9 січня 1915 р. вийшов указ, який заборонив діяльність україномовних видань. Закрилися газети і журнали «Рада», "Літературно-науковий вісник, «Маяк», «Світло». У газеті «День» Симон Петлюра писав: 
|  | ...пресса одним росчерком пера сметена с поверхности общественной жизни и, таким образом, целый народ лишен естественного выражения своих мыслей |

#### Галичина, Буковина, Закарпаття
В Австрії українські публікації зазнавали також цензурних обмежень при чому не тільки від австрійської влади (ці цензурні умови були значно легші, ніж в Російській Імперії), але й з боку власних консервативних кіл, зокрема до революції 1848. 1834 цензор для так званих руських книжок, о. В. Левицький, на вимогу греко-кататолицького митрополита М. Левицького, заборонив збірку «Зоря» Руської Трійці (хоч дозволив її віденський цензор Є. Копітар). Вона вийшла в Будапешті під назвою «Русалка Дністровая», але більшу частину її сконфісковано потім у Галичині. Причиною заборони був надто «простонародний» характер її мови. 1838 з подібних причин заборонено руську граматику Й. Лозинського, яка вийшла у 1848 році. Після заведення конституційного ладу в Австрії у 1867 році попередню цензуру замінило (особливо в Галичині) право прокуратури на арешт небажаних видань. Щоб уникнути матеріальних втрат, бідніші видавці висилали рукописи прокуратурі на попередній розгляд (так звана превенційна цензура). Українська преса не раз зазнавала цензурного шантажу з боку цензорів-поляків (конфіскації «Діла», «Гром. Голосу» й інших). На початку 20 століття австрійська цензура щодо українських видань стала значно ліберальнішою.
Березнева революція 1917 принесла свободу друку на Центральних і Східних землях. Цензуру введено за гетьмана П. Скоропадського 1918 з уваги на антиурядову кампанію більшості преси як української, так і російської. Тоді закрито ліві газети «Боротьба» і «Народна Воля» в Києві; «Мысль народа» і «Народне Діло» в Харкові; «Наш Луч» у Катеринославі, «Дніпро» в Херсоні й інші. За Директорії цензура належала в Києві спершу командуванню СС (яке закрило «Киевскую Мысль» та деякі інші російські газети за антиукраїнські виступи), а потім Головному Управлінню Преси і Пропаганди, яке очолював у кінці 1918 — на початку 1919 О. Назарук. Він вимагав від російської преси друкувати матеріали українською мовою. В ЗУНР окремої цензурної установи не було.

### Міжвоєнний час (1919—1939рр.)

#### Галичина та Волинь
Після захоплення Західної України Польщею 1919 року українські видання були спершу під попередньою цензурою, а у 1930-х роках під цензурою після публікації; у 1924 український посол С. Хруцький говорив у варшавському сеймі: "Майже кожне число українських часописів має на собі проречистий заголовок — «По конфіскаті другий наклад». У 1930-х роках заборонено заповнювати сконфісковані місця газети іншими матеріалами. Білі плями з написом «сконфісковано», всупереч намірам польської влади, діяли як протест. Формою оборони, як і за Австрії, було читання сконфіскованих сторінок у сеймі і їх передрук за сеймовими стенограмами. У 1932—1938 заборонено в Польщі серед інших 11 видань Т. Шевченка. Цензура українських книжок порівняно з пресою була ліберальніша.

#### Буковина
На Буковині румунська влада на самому початку 1918 року заборонила газети «Нова Буковина» і «Борба». Для цензора українські редактори мусили виготовляти вдвічі більше матеріалу, ніж призначалося для друку, бо зазвичай половину він викреслював. Білих плям не можна було залишати. Крім попередньої цензури, траплялися поліційні конфіскації вже дозволених і надрукованих матеріалів. Особливо під строгим цензурним наглядом був чернівецький тижневик «Самостійність», а видані ним календарі на 1936 і 1937 роки були заборонені румунською цензурою.

#### Закарпаття
На Закарпатті за Чехо-Словаччини цензура існувала після публікації для преси, а для книжкових видань попередня. За виразно опозиційні і протичехословацьці виступи кілька пресових органів були заборонені зовсім або тимчасово. Угорці запровадили попередню цензуру 1939—1944 роки і для преси. Видання українською літературною мовою і фонетичним правописом були заборонені.

### Друга світова війна
У Генеральній Губернії (1939—1945 роки) німецька цензура у Кракові була суворою як щодо преси (попередня цензура), так і щодо книжок, кількість яких і наклади були обмежені. Наукові публікації не були дозволені, книжки з історичною тематикою (зокрема з 1917—1920 роки) обмежені. Для полегшення контролю і цензури влада віддала видавничу монополію Українському Видавництзу в Кракові; в Галичині українські газети видавало німецьке напівурядове видавництво. До вибуху німецько-радянської війни була заборонена критика більшовиків. Нечисленна україномовна преса у Рейхскомісаріаті України була переведена під безпосередній контроль німців. Українські книжки в Рейхскомісаріаті України майже не виходили, натомість з'являлися в Німеччині, де й цензура була не така сувора.

### Радянська Україна
Радянський уряд швидко відновив цензуру преси, яка ще частково була у приватних руках або видавалася громадським організаціями. Революційний трибунал, встановлений 2 серпня 1918, кваліфікував як «злочин» використання преси проти радянського режиму. 29 грудня 1918, нібито на охорону військових таємниць, запроваджено військову цензуру, яка виходила за межі своїх компетенцій. 1922 утворено Головне Управління в справах літератури і видавництв (Головліт) і за його зразком республіканські головліти при наркоматі освіти, які і були цензурними установами. В СРСР ще діяло Управління в справі охорони державних таємниць у пресі. Крім спеціальних цензурних установ в СРСР і УРСР цензура здійснює партійний контроль, що дбає за політичну лінію. Існує також цензура бібліотек (періодичні «чистки» деяких творів, які передаються в недоступні «спецфонди», або знищуються). На відміну від царської, радянська цензура спрямована не так проти української мови, як для нагляду над змістом. Вістря цензури спрямоване проти козацької і релігійної тематики і проти окремих осіб, зокрема націонал-комуністів. У 1933—1934 раптове загострення антиукраїнського курсу принесло заборону низки видавничих проектів (продовження «Історії України-Руси» й «Історії літератури» М. Грушевського, видання української енциклопедії, великого Російсько-Українського Словника, Українського Історичного Словника тощо).
Цензуру в УРСР спершу належала Укрголовлітові, а з 1963 р. безпосередньо Державному Комітетові Друку при Раді Міністрів СРСР (а не УРСР). Нагляд над пресою здійснює також ЦК КПУ. Цензура інших ділянок української культури керують державні комітети радіомовлення і телебачення, кінематографії, мистецтва — усі в Москві. Цензура не тільки забороняє згадки про деякі події й осіб, але й фальшує класичні тексти. Купюри часто позначаються трьома крапками. З класиків української літератури заборонені антимосковські твори (наприклад, «Якби то ти, Богдане п'яний…» Шевченка, «Бояриня» Лесі Українки). Українських борців з Москвою не можна згадати інакше, як у супроводі лайки. Цензура здиференційована територіяльно (наприклад, у 1944—1945, під час дій УПА на Західній Україні, «Радянська Україна» та інші київські газети мали вставні сторінки, призначені винятково для Західної України, з деяким місцевим матеріалом). Завдяки самвидавній літературі стали також відомі деякі дії цензури: наприклад, московська «Хроника текущих событий» сповістила про заборону українських фільмів «Київські фрески» С. Параджанова (1966) і «Камінний хрест» Л. Осики (1968).
Як довго триває проходження всіх видань через цензурні перепони, видно з написів на книжках і журналах на останній сторінці: термін між датами «здано на виробництво» (чи «здано до набору») і «підписане до друку» триває для журналів пересічно 2 місяці, для книги — від кількох місяців до року, хоч кожне видання вже наперед проходить так звану самоцензуру, яка відограє також важливу ролю: автори і редактори самі пильнують, щоб не стягнути на себе кари за відхилення від партійної лінії. Одним з наслідків цензурних утисків стала поява з початку 1960-х pp. українського самвидаву.

## Сучасність (після 1991р.)
Протягом 12 років в законодавстві України не було як такого визначення поняття «цензура». 16 січня 2001 р. під час парламентських слухань «Проблеми інформаційної діяльності, свободи слова, дотримання законності та стану інформаційної безпеки України» тодішній голова Верховної Ради І. Плющ заявив, що в Конституції було закладено помилку, внаслідок якої цензура в Україні трактується суто як втручання держави в ідеологічний зміст інформації, що оприлюднюється через ЗМІ. Спікер зазначав: 
|  | На сьогоднішньому етапі цензура повинна трактуватися як будь-яка перешкода для отримання громадянами об’єктивної повної інформації. І саме в такому значенні повинна бути заборонена. |

Невдовзі після цієї заяви, вже 2002 р. до ЗУ «Про інформацію» було внесено статтю 45-1, в якій дали визначення цензурі та прописали її заборону. Проте, суттєво це нічого не змінило. Традиції радянських часів значною мірою зберегли цензуру в Україні. Хоча на офіційному рівні декларувалась свобода слова і совісті, реально більшість громадських діячів, державних службовців і журналістів були змушені підтримувати офіційний курс керівництва держави, або зазнати втрат і утисків в професійній сфері або бізнесі. Були випадки вбивств журналістів, які дозволяли собі ставити неприємні питання керівникам і їх оточенню або розслідувати їх діяльність. В останні роки правління президента Кучми цензура особливо загострилась, засоби масової інформації відкрито переслідувались за донесення об'єктивної інформації про діяльність опозиції. Майже на всіх телевізійних каналах панували «темники». Навіть після перемоги демократичної Помаранчевої революції, журналісти засобів масової інформації продовжували самоцензуру, боячись викликати гнів власників цих ЗМІ або інших пов'язаних з ними впливових осіб в державі.
Так, український літератор, актор та режисер Олександр Денисенко стверджував, що за часів президентства Ющенка на телебаченні начебто існував список фільмів не рекомендованих до показу, наприклад фільм «Високий перевал», через те, що він «антибандерівский». Однак, загалом, після Помаранчевої революції в державі була запроваджена свобода слова.
Після приходу до влади Віктора Януковича в Україні відновили цензуру. Так, про запровадження цензури заявили журналісти двох провідних телеканалів, «1+1» та «СТБ». Ролик курйозного випадку з президентом, коли під час спільного з Дмитром Медведєвим покладання квітів до Могили невідомого солдата в київському Парку Слави на Януковича впав вінок, заборонили в найбільшій в СНД соціальній мережі «ВКонтакте», а також сервісах «Яндекс». Журналісти «5 каналу» та телепрограми «Шустер LIVE» на каналі «Україна» заявили про заборону Адміністрацією Президента поширювати відео з інцидентом. Наприкінці липня 2010 року стало відомо про випадки тиску СБУ на блогерів і цензури в Живому Журналі шляхом злому. 14 серпня 2010 року, протестуючи проти запровадження в Україні цензури, три українські телеканали провели попереджувальний страйк. У кінці серпня 2010 року «Українська правда» опублікувала матеріал про цензурування підручників з історії для середніх шкіл. З підручника історії, серед інших змін, було вилучено згадку про героїв Крут та Помаранчеву революцію. 7 жовтня 2010 року «Телекритика» повідомила, що на «Інтері» з коментаря доповідача ПАРЄ була вирізана фраза про СБУ і прокуратуру. 3 лютого 2011 року організація «Репортери без кордонів» заявила, що у рейтингу свободи слова «Репортерів без кордонів» Україна за рік президентства Януковича знизилась на 42 позиції та займає 131-ше місце — після Іраку.

2025 р. за вказівкою Міністерства цифрової трансформації України була заблокована сторінка Житомирської організації «Євросолідарності» в «Instagram» "з метою запобігання поширення деструктивного контенту".
2025 р. Національна поліція відкрила кримінальне провадження, внесла в ЄРДР відомості та розпочала досудове розслідування за фактом політичної цензури в телемарафоні «Єдині новини».

### Заборона цензури українським законодавством
Цензура як перешкоджання свободі думки і слова, вільному вираженню думок та переконань, в Україні заборонена законодавством — Конституцією України та рядом інших законів. Також законодавчо заборонено створення будь-яких органів, установ, посад, діяльність яких була б пов'язана з цензурою масової інформації.
Водночас як влада, так і потужні фінансові кола, не раз спрямовували інформаційні потоки у вигідному для них напрямку, використовували приховану цензуру щодо опозиційних ЗМІ (адміністративні заходи з обмеження ефірного часу, тиск на редакції друкованих та Інтернет-видань).
Нині в Україні продовжують розвиватися громадянське суспільство та незалежна журналістика, які намагаються реагувати на будь-які спроби обмеження свободи слова. Безперервний моніторинг свободи слова в Україні здійснюється також європейською громадськістю.
- Ст. 15 Конституції України, де сказано: |  | Цензура заборонена |
- Ст. 24 ЗУ «Про інформацію», де, зокрема, вказано: |  | Забороняються втручання у професійну діяльність журналістів, контроль за змістом поширюваної інформації, зокрема з метою поширення чи непоширення певної інформації, замовчування суспільно необхідної інформації, накладення заборони на висвітлення окремих тем, показ окремих осіб або поширення інформації про них, заборони критикувати суб'єкти владних повноважень |
- Ст. 2 ЗУ «Про друковані засоби масової інформації»: |  | Забороняється створення та фінансування державних органів, установ, організацій або посад для цензури масової інформації. Не допускається вимога попереднього погодження повідомлень і матеріалів, які поширюються друкованими засобами масової інформації, а також заборона поширення повідомлень і матеріалів з боку посадових осіб державних органів, підприємств, установ, організацій або об'єднань громадян". |
- Ст. 5 ЗУ «Про телебачення і радіомовлення»: |  | Цензура інформаційної діяльності телерадіоорганізації забороняється. Телерадіоорганізація є незалежною у визначенні змісту програм та передач. Не вмотивоване законодавством України втручання органів державної влади чи органів місцевого самоврядування, громадських чи релігійних об'єднань, їх посадових осіб чи працівників, а також власників у сферу професійної діяльності телерадіоорганізацій не допускається. |
- Ст. 2 ЗУ «Про інформаційні агентства»: |  | Забороняється цензура інформації, поширюваної інформаційними агентствами |
- Ст. 309 «Цивільного кодексу України»: |  | Цензура процесу творчості та результатів творчої діяльності не допускається |

### Громадські рухи проти цензури
Донбас без цензури
Громадський рух, рішення про створення якого ухвалено у серпні 2011 р. на конференції «Перешкоди професійної діяльності журналістів на Донбасі». Причиною створення руху стали тиск та безпідставні перевірки податковими органами незалежних ЗМІ, спроби втручання в редакційну політику, та систематичне ігнорування державними органами влади та органами місцевого самоврядування Донбасу інформаційних запитів та обмежений доступ вільних ЗМІ до прес-конференцій глав Луганської та Донецької облдержадміністрації і в окремих органах місцевого самоврядування через непрозорі і вибіркові механізми акредитації журналістів.